# Stregna
Stregna (Srednje en slovène) est une commune italienne de la province d'Udine, dans la région Frioul-Vénétie Julienne.

## Administration
| Période | Période  | Identité         | Étiquette            | Qualité |
| ------- | -------- | ---------------- | -------------------- | ------- |
| 1985    | 1990     | Criserig Augusto | Democrazia Cristiana | maire   |
| 1990    | 1995     | Qualizza Renata  | Democrazia Cristiana | maire   |
| 1995    | 1999     | Garbaz Claudio   | Liste civique        | maire   |
| 1999    | 2004     | Garbaz Claudio   | Liste civique        | maire   |
| 2004    | 2009     | Garbaz Claudio   | Liste civique        | maire   |
| 2009    | 2014     | Veneto Mauro     | Liste civique        | maire   |
| 2014    | en cours | Veneto Mauro     | Liste civique        | maire   |

Elements de Ministère des Affaires étrangères de l'Intérieur

### Hameaux

#### Pays
Cernetig (Černeče), Clinaz (Klinac), Dughe (Duge), Gnidovizza (Gnjiduca), Oblizza (Oblica), Podgora (Podgora), Polizza (Polica), Postregna (Podsriednje), Presserie (Preserje), Raune (Raune), Saligoi (Šalguje), Tribil Inferiore (Dolenji Tarbij), Tribil Superiore (Gorenji Tarbij), Varch (Varh) et Zamir (Zamir)

#### Bourgade
Baiar (Bajar), Cobilza (Kobilca), Melina (Melina), Ponte Clinaz (Klinški Malin) et Urataca

### Communes limitrophes
Grimacco, Prepotto, San Leonardo, Canale d'Isonzo (SLO).

## Galerie de photos

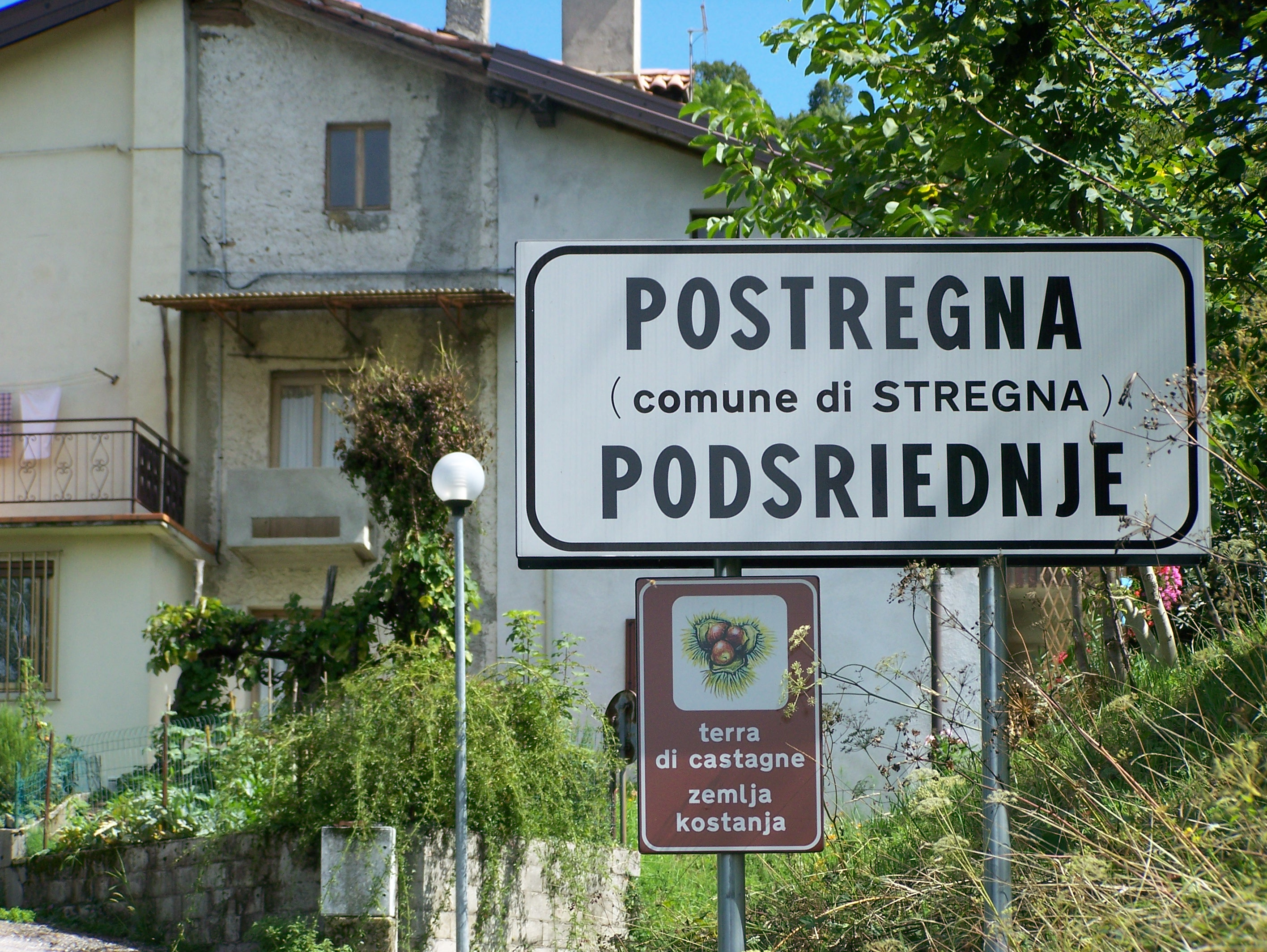
Postregna:signalisation bilingue